# Транспорт Мальти
Транспорт Мальти представлений автомобільним , повітряним , водним (морським) , у населених пунктах  та у міжміському сполученні діє громадський транспорт пасажирських перевезень. Площа країни дорівнює 316 км² (208-ме місце у світі). Форма території країни — складна архіпелажна; максимальна дистанція з півночі на південь — 30 км, зі сходу на захід — 35 км, розміри найбільшого острова (Мальта) 26 x 12 км. Географічне положення Мальти дозволяє країні контролювати морські транспортні шляхи між західною та східною частинами акваторії Середземного моря; транспортне сполучення між Південною Європою і Північною Африкою.

## Автомобільний
Загальна довжина автошляхів на Мальті, станом на 2008 рік, дорівнює 3 096 км, з яких 2 704 км із твердим покриттям і 392 км без нього (165-те місце у світі).

## Повітряний
У країні, станом на 2013 рік, діє 1 аеропорт (225-те місце у світі), з них 1 із твердим покриттям злітно-посадкових смуг і Аеропорти країни за довжиною злітно-посадкових смуг розподіляються наступним чином (у дужках окремо кількість без твердого покриття):
- довші за 10 тис. футів (>3047 м) — 1 (0)[1].

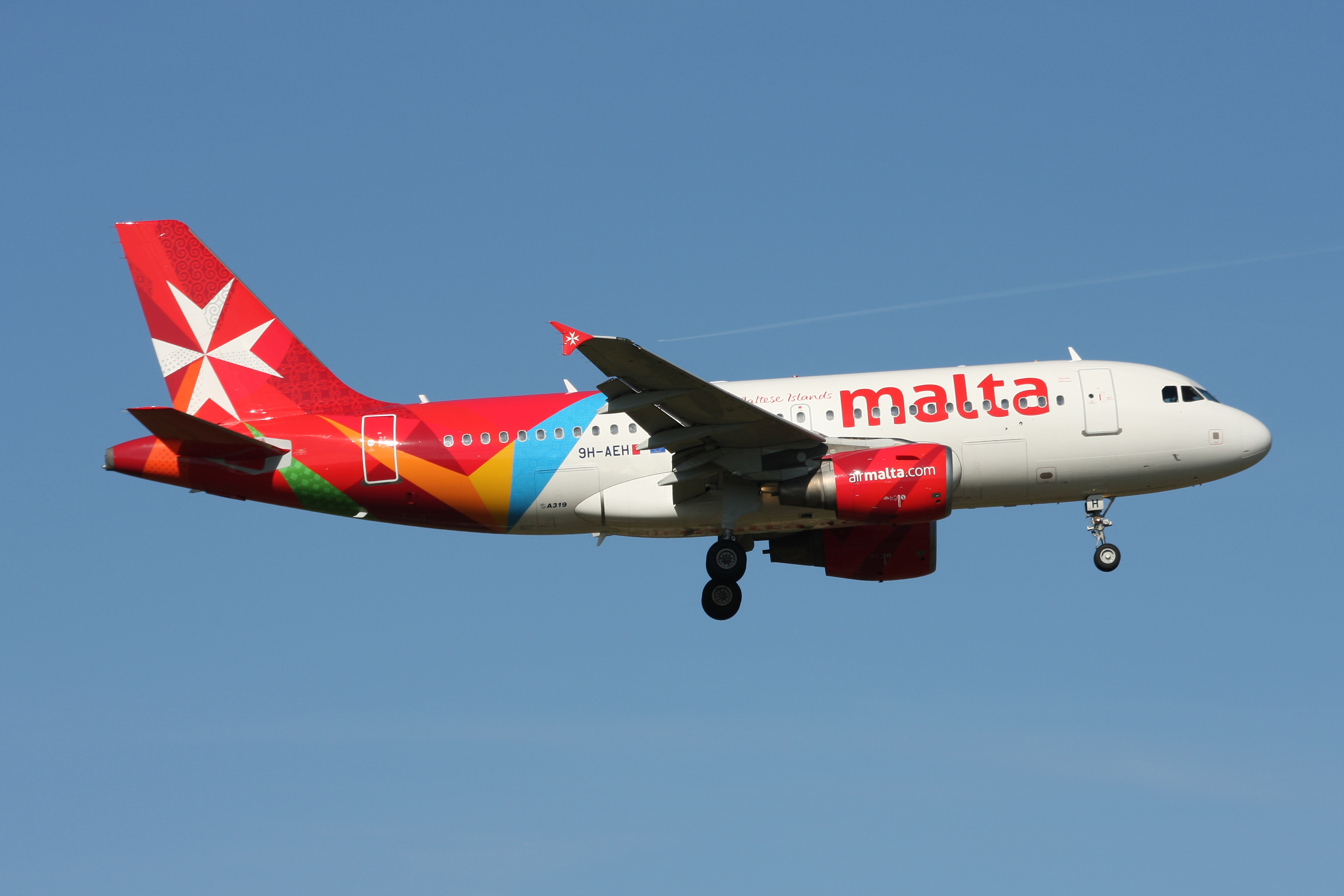
Air Malta Airbus A319

У країні, станом на 2015 рік, зареєстровано 9 авіапідприємств, які оперують 28 повітряними суднами. За 2015 рік загальний пасажирообіг на внутрішніх і міжнародних рейсах становив 1,58 млн осіб. За 2015 рік повітряним транспортом було перевезено 3,35 млн тонно-кілометрів вантажів (без врахування багажу пасажирів).
У країні, станом на 2013 рік, споруджено і діє 2 гелікоптерні майданчики.
Мальта є членом Міжнародної організації цивільної авіації (ICAO). Згідно зі статтею 20 Чиказької конвенції про міжнародну цивільну авіацію 1944 року, Міжнародна організація цивільної авіації для повітряних суден країни, станом на 2016 рік, закріпила реєстраційний префікс — 9H, заснований на радіопозивних, виділених Міжнародним союзом електрозв'язку (ITU). Аеропорти Мальти мають літерний код ІКАО, що починається з — LM.

## Водний

### Морський
Головні морські порти країни: Марсашлокк, Валлетта. Річний вантажообіг контейнерних терміналів (дані за 2011 рік): Марсашлокк — 2,36 млн контейнерів (TEU).
Морський торговий флот країни, станом на 2010 рік, складався з 1650 морських суден з тоннажем більшим за 1 тис. реєстрових тонн (GRT) кожне (4-те місце у світі), з яких: балкерів — 544, суховантажів — 351, інших вантажних суден — 1, танкерів для хімічної продукції — 324, контейнеровозів — 117, газовозів — 36, пасажирських суден — 50, вантажно-пасажирських суден — 18, нафтових танкерів — 160, рефрижераторів — 7, ролкерів — 22, спеціалізованих танкерів — 2, автовозів — 18.
Станом на 2010 рік, кількість морських торгових суден, що ходять під прапором країни, але є власністю інших держав — 1437 (Анголи- 7, Азербайджану — 1, Бельгії — 7, Бермудських Островів — 15, Болгарії — 8, Канади — 5, Китайської Народної Республіки — 6, Хорватії — 6, Кіпру — 32, Данії — 34, Єгипту — 1, Естонії — 16, Фінляндії — 3, Франції — 8, Німеччини — 135, Греції — 469, Гонконгу — 4, Індії — 3, Ірану — 48, Ірландії — 4, Ізраїлю — 3, Італії — 45, Японії — 5, Кувейту — 3, Латвії — 8, Лівану — 6, Лівії — 5, Люксембургу — 3, Малайзії — 1, Монако — 3, Нідерландів — 3, Норвегії — 96, Оману — 5, Польщі — 21, Португалії — 3, Румунії — 7, Російської Федерації — 45, Саудівської Аравії — 2, Сінгапуру — 4, Словенії — 4, Південної Кореї — 2, Іспанії — 8, Швеції — 1, Швейцарії — 20, Сирії — 4, Туреччини — 233, Об'єднаних Арабських Еміратів — 1, Великої Британії — 21, України — 29, Сполучених Штатів Америки — 34); зареєстровані під прапорами інших країн — 2 (Панами).

## Державне управління
Держава здійснює управління транспортною інфраструктурою країни через міністерство транспорту та інфраструктури. Станом на 10 грудня 2014 року міністерство в уряді Джозефа Муската очолював Джо Міззі.

### Українською
- Атлас. 10-11 клас. Економічна і соціальна географія світу / упорядники :  О. Я. Скуратович, Н. І. Чанцева. — К. : ДНВП «Картографія», 2010. — ISBN 978-966-475-639-3.
- Атлас світу / голов. ред. І. С. Руденко ; зав. ред. В. В. Радченко ; відп. ред. О. В. Вакуленко. — К. : ДНВП «Картографія», 2005. — 336 с. — ISBN 9666315467.
- Безуглий В. В. Економічна і соціальна географія зарубіжних країн : Навчальний посібник. — К. : ВЦ «Академія», 2007. — 704 с. — ISBN 978-966-580-239-6.
- Безуглий В. В., Козинець С. В. Регіональна економічна і соціальна географія світу : Навчальний посібник. — видання 2-ге, доп., перероб. — К. : ВЦ «Академія», 2007. — 688 с. — ISBN 966-580-144-9.
- Дахно І. І. Країни світу: Енциклопедичний довідник / І. І. Дахно, С. М. Тимофієв. — К. : Мапа, 2011. — 606 с. — (Бібліотека нового українця) — ISBN 978-966-8804-23-6.
- Дахно І. І. Економічна географія зарубіжних країн : навчальний посібник. — К. : Центр учбової літератури, 2014. — 319 с. — ISBN 978-611-01-0682-5.
- Дорошенко В. І. Географія транспорту : Навчальний посібник / В. І. Дорошенко, К. Д. Діденко. — К. : Київський нац. ун-т ім. Т. Шевченка, 2010. — 183 с. — ISBN 978-966-439-329-1.
- Дубович І. А. Країнознавчий словник-довідник. — 5-те вид., перероб. і доп. — К. : Знання, 2008. — 839 с. — ISBN 978-966-346-330-8.
- Економічна і соціальна географія країн світу : Навчальний посібник / За ред. С. П. Кузика. — Л. : Світ, 2002. — 672 с. — ISBN 966-603-178-7.
- Зарубіжна транспортна географія : навчальний посібник / уклад. : Петрашевський О. Л. и др. — К. : Національний транспортний університет, 2015. — 95 с. — ISBN 978-966-632-227-5.
- Юрківський В. М. Регіональна економічна і соціальна географія. Зарубіжні країни : Підручник. — К. : Либідь, 2001. — 416 с. — ISBN 966-06-0092-5.

### Англійською
- (англ.) Modern Transport Geography / Hoyle, B. and R. Knowles (eds). — Second Edition,. — London : Wiley, 1998.
- (англ.) Rodrigue, J-P. The Geography of Transport Systems. — Fourth Edition. — N. Y. : Routledge, 2017. — 440 с. — ISBN 978-1138669574.
- (англ.) Taaffe E. J., Gauthier H. L. and O'Kelly M. E. Geography of transportation. — Second Edition. — N. Y. : Prentice Hall, 1996. — ISBN 0-13-368572-1.
- (англ.) Black, W. Transportation: A Geographical Analysis. — N. Y. : Guilford, 2003.

### Російською
- (рос.) Максаковский В. П. Географическая картина мира. Книга I: Общая характеристика мира. — М. : Дрофа, 2008. — 495 с. — ISBN 978-5-358-05275-8.
- (рос.) Максаковский В. П. Географическая картина мира. Книга II: Региональная характеристика мира. — М. : Дрофа, 2009. — 480 с. — ISBN 978-5-358-06280-1.
- (рос.) Физико-географический атлас мира. — М. : Академия наук СССР и главное управление геодезии и картографии ГГК СССР, 1964. — 298 с.
- (рос.) Шаповал Н. С. Транспортная география и транспортные системы мира : учебное пособие. — К. : Центр учбової літератури, 2006. — 188 с. — ISBN 000-0000-00-4.
- (рос.) Экономическая, социальная и политическая география мира. Регионы и страны / под ред. С. Б. Лаврова, Н. В. Каледина. — М. : Гардарики, 2002. — 928 с. — ISBN 5-8297-0039-5.
- (рос.) Энциклопедия стран мира / глав. ред. Н. А. Симония. — М. : НПО «Экономика» РАН, отделение общественных наук, 2004. — 1319 с. — ISBN 5-282-02318-0.